# Прогресо
Прогресо Асосиашао до Шамбизанга е футболен клуб от Луанда - столицата на Ангола.
Клубът играе домакинските си срещи на стадион Кампо де Сао Пауло. Екипите на Прогресо се състоят от жълти фланелки с черни ръкави и изцяло черни гащета и чорапи. През сезон 2006 отборът опада от елитната анголска дивизия Гирабола, а през 2007 г. се състезава във втора дивизия, но не успява да се завърне в елита.

## Успехи
Най-големият успех в историята на Прогресо е спечелената национална купа през 1996 г., когато на финала е победен Примейро де Майо с 1-0.